# Islamisme
Islamisme er en betegnelse, der bruges om mange forskellige bevægelser, der har som fælles træk, at de mener, at islam bør være fundamentet for statens indretning. Desuden arbejder de aktivt (socialt eller politisk) for at virkeliggøre målet om den islamiske stat.
Der er store uenigheder mellem forskellige islamistiske bevægelser, både med hensyn til, hvordan de mere konkret forestiller sig, at et islamisk samfund skal se ud, og med hensyn til, hvilke midler de ønsker at anvende for at fremme deres mål. Overordnet kan bevægelserne deles i to grupper, der ofte har haft konfrontationer og magtkampe med hinanden i muslimske lande. Den ene gruppe anser vold og terror som et middel til at nå målet. Det gælder således organisationen Al-Qaeda. Den anden gruppe, som er langt den største, tror på en fredelig reform af islam, bl.a. via islamiske velgørenhedsorganisationer, der skal medvirke til at skabe folkelig opbakning bag ideen om en islamisk stat.

## Etymologi
Ordet islamisme blev først brugt af franske forfattere i slutningen af 1600-tallet. Den franske ordbog le petit Robert opgiver 1697 som det år, man først støder på ordet. På dette tidspunkt betød ordet imidlertid simpelthen "islamisk", altså vedrørende forhold, der har med religionen islam at gøre. Oplysningsfilosoffen Voltaire var en af de første forfattere, som brugte begrebet islamisme som et beskrivende udtryk for religionen islam. Det samme så man hos andre franske forfattere i 1800-tallet, blandt andet hos Caussin de Perceval, Comte de Gobineau og Ernest Renan. Mod slutningen af 1800-tallet blev det mere almindeligt blandt vestlige forskere og forfattere at bruge islam og ikke islamisme, når man omtalte religionen, og udtrykket islamisme forsvandt nærmest fra sprogbrugen. 
Det var først med den iranske revolution i 1979, at begrebet islamisme for alvor blev aktuelt igen. Især efter terrorangrebet den 11. september 2001 i USA blev brugen af begrebet islamisme udbredt blandt journalister og politikere verden over.

## Historie
Islamismen har sine rødder i den europæiske kolonisering af Mellemøsten, der begyndte i 1800-tallet. Europæernes tilstedeværelse betød, at islams traditionelle rolle i regionen blev udfordret. Således skete der en vis sekularisering af landene i starten af 1900-tallet. Samtidig mødte kolonimagterne modstand, dels fra en spirende arabisk nationalisme og dels fra forskellige islamiske grupper, for hvem opgøret med sekulariseringen blev en mærkesag. En af de første islamistiske bevægelser var Det Muslimske Broderskab, der blev grundlagt i Egypten i 1928 af Hassan al-Banna. Broderskabet bekæmpede islams svindende rolle i det offentlige liv. Det vandt bl.a. udbredelse som følge af et stærkt socialt engagement.
Andre islamistiske bevægelser opstod i 1960'erne og 1970'erne, hvor islams rolle var minimeret i det meste af den muslimske verden. Den iranske revolution i 1979, der førte til etableringen af en islamisk stat under ayatollah Khomeinis ledelse, blev til stor inspiration i andre muslimske lande, hvor forskellige islamistiske grupper siden har arbejdet for at få politisk indflydelse.   

## Islamisme i Danmark
Islamisterne i Danmark kan opdeles i to hovedkategorier: Militante islamister, som accepterer eller ligefrem tilskynder til vold, og teologiske islamister, der lægger vægt på teologiske argumenter og som udgangspunkt afviser vold som et acceptabelt middel til at opnå det mål. Ifølge PET’s Center for Terroranalyse formodedes der blandt de knap 250.000 danske muslimer i 2014 at være nogle hundrede personer, der aktivt støtter en militant islamistisk ideologi, og derudover et større antal sympatisører. Udover disse militante islamister fandtes der forskellige organisationer og miljøer, der tilslutter sig en radikal politisk islam. Det drejede sig bl.a. om danske medlemmer af Hizb-ut Tahrir og Al-Shabaab, den københavnske gruppe "Kaldet til Islam" og et mere løst netværk af jihadist-salafister.